# Luke Newton
Luke Paul Anthony Newton, né Atkinson le 5 février 1993 à Shoreham-by-Sea en Angleterre, est un acteur britannique.

## Biographie
Luke Newton naît le 5 février 1993 à Shoreham-by-Sea en Angleterre. Il a une sœur cadette prénommée Lauren. Il a étudié l'art dramatique à la London School of Musical Theatre (en).

### Carrière
En 2020, il a commencé à jouer Colin, le troisième fils aîné de Bridgerton, dans le drame d'époque Netflix produit par Shondaland, La Chronique des Bridgerton. Personnage secondaire dans les deux premières saisons, il a été annoncé en mai 2022 que lui et sa co-star Nicola Coughlan dirigeraient la troisième saison, un changement par rapport à la série de livres de Julia Quinn dans laquelle leurs personnages dirigent le quatrième roman Romancing Mister Bridgerton. 
En novembre 2024, Deadline Hollywood a annoncé que Luke Newton jouerait aux côtés de l'actrice Lucy Hale dans le thriller de science-fiction White Mars (en).

## Filmographie

### Cinéma
Longs métrages
- 2026 : White Mars (en) de Martin Owen : Leo

#### Courts métrages
- 2014 : Twist and Pulse's Halloween Thriller de Chris Brooker : Michael
- 2019 : Youth in Bed de Edward Zorab : Ethan

### Télévision

#### Téléfilm
- 2018 : Lake Placid: Legacy (en) de Darrell Roodt : Billy

#### Séries télévisées
- 2010 : The Cut (British TV series) (en) de Geoffrey Goodwin et Al Smith : Luke Atwood (rôle principal - 11 épisodes)
- 2011 : Sadie J (en) de Robert Evans : Brad (saison 1, épisode 11)
- 2013 : Mr Selfridge de Andrew Davies : Richard Brackenbury (saison 1, épisode 8)
- 2014 : Doctors de Chris Murray : Sam Hern (saison 16, épisode 74 et 75)
- 2016 : The Lodge de Matt Bloom (director) (en) Ben Evans (rôle principal - 25 épisodes)
- depuis 2020 : La Chronique des Bridgerton (Bridgerton) de Chris Van Dusen (en) : Colin Bridgerton (rôle principal)